# Listado de Especies Silvestres en Régimen de Protección Especial
El Listado de Especies Silvestres en Régimen de Protección Especial (conocido por su acrónimo Lespre) es una herramienta fundamental para la conservación de animales y plantas en peligro de extinción en España, regulado en la Ley 42/2007, de 13 de diciembre, del Patrimonio Natural y de la Biodiversidad. La inclusión de una especie en este listado implica una serie de medidas de conservación y protección que tienen como objetivo garantizar la supervivencia de dicha especie en su medio natural.

## Marco legal

### Ley 42/2007, de 13 de diciembre, del Patrimonio Natural y de la Biodiversidad
La Ley 42/2007 establece la necesidad de preservar la diversidad biológica y genética, y regula la creación del Listado de Especies Silvestres en Régimen de Protección Especial (Lespre)  y del Catálogo Español de Especies Amenazadas (CEEA). La ley define dos categorías principales para las especies incluidas en el CEEA: «vulnerable» y «en peligro de extinción».

### Real Decreto 139/2011, de 4 de febrero
El Real Decreto 139/2011 desarrolla los contenidos de la Ley 42/2007 y establece las características, contenido y procedimientos de inclusión, cambio de categoría y exclusión de especies en el Listado y en el Catálogo. Además, define las directrices para la evaluación periódica del estado de conservación de las especies y las estrategias de conservación.

### Artículo 334 del Código Penal
El artículo 334 del Código Penal establece las sanciones para quienes contravengan las leyes y disposiciones generales relativas a la protección de especies de fauna silvestre. Las penas incluyen prisión de seis meses a dos años o multas de ocho a veinticuatro meses, junto con inhabilitación especial para ejercer ciertas profesiones, oficios, o el derecho a cazar o pescar por un período de dos a cuatro años. 
Entre ellas, se incluye la prohibición y restricción de actividades que puedan perjudicar a la especie y a su habitat como puede ser dar muerte, comercializar, capturar o molestar a una especie listada conllevando su incumplimiento sanciones administrativas de hasta 2.000.000 euros acorde a lo dispuesto en la Ley 42/2007 y penales de hasta dos años de prisión acorde al artículo 334 del código penal.

## Listado de especies[actualizar]
El listado recoge, a junio de 2024, 629 especies protegidas, distribuidas de la siguiente manera:
- Flora:
- Invertebrados: 66
- Peces: 26
- Anfibios: 20
- Reptiles: 52
- Aves: 250
- Mamíferos: 43

La relación detallada se encuentra recogida en el anexo de especies en peligro de extinción